# خالد ابراهیم
خالد ابراهیم (انگلیسی: Khaled Ibrahim؛ زادهٔ ۱۷ ژانویهٔ ۱۹۹۷) بازیکن فوتبال اهل امارات متحده عربی است.